# Burg Nehren
Die Burg Nehren ist eine abgegangene Wasserburg auf einer flachen Landzunge am östlichen Rand des oberen Teils der Gemeinde Nehren im Landkreis Tübingen in Baden-Württemberg.

## Geschichte
Die Wasserburg wurde vermutlich im 13. Jahrhundert von den Herren von Nehren als Stammsitz erbaut und am Ende des 13. Jahrhunderts bei einem Ausbau erwähnt.
Von der ehemaligen Burganlage wurden während einer Grabung 1951 die Grundmauern eines rechteckigen Gebäudes, vielleicht eines Steinhauses oder Wohnturmes, freigelegt. Sie reichen mehr als meterdick auf den Schiefer hinab. Die Grundmauern befinden sich in der Mitte der Oberfläche des annähernd quadratischen Burghügels mit einem Durchmesser von 28 Meter in der Flur „Weihergarten“. Der Burggraben hatte eine Breite von 11 Meter.

## Literatur

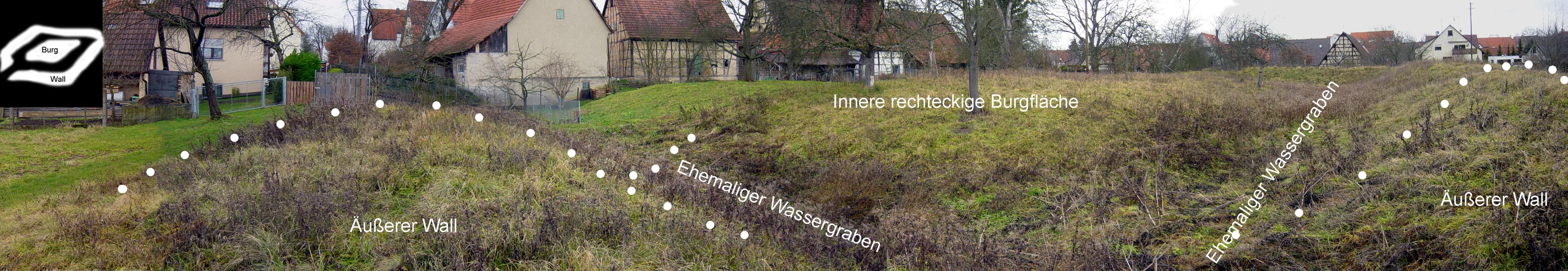
Reste der ehemaligen Nehrener Wasserburg